# Hollywood (Karolina Południowa)
Hollywood – miasto w Stanach Zjednoczonych, w stanie Karolina Południowa, w hrabstwie Charleston.